# Torneo de Johannesburgo 2010
El SA Tennis Open (Torneo de Johanesburgo) fue un evento de tenis ATP World Tour de la serie 250, se disputó en Johannesburgo, Sudáfrica entre el 1 al 7 de febrero.

## Campeones
- Individuales masculinos:  Feliciano López derrota a  Stéphane Robert, 7-5, 6-1.

- Dobles masculinos:  Rohan Bopanna /  Aisam-ul-Haq Qureshi derrotan a

 Karol Beck /  Harel Levy,  6–2, 3–6, 10–5.